# Rire rouge
 (juin 2024).
Rire Rouge (en bulgare : Червен смях) est un hebdomadaire humoristique bulgare illustré, organe du Parti communiste bulgare. Il a été publié à Sofia de 1919 à 1923.
Jusqu'au numéro 15, il était édité par Hristo Iassenov et Krum Kyoulyavkov, qui en sont également les fondateurs. Ensuite, il a été édité par Dimitar Polyanov. La revue est rédigée par Hristo Smirnenski, Angel Karaliytchev, Asen Raztsvetnikov, Dimitar Ossinine, Nikolaï Khrelkov, Choudomir et d'autres, tandis que Krum Kyoulyavkov, Stoyan Venev, Alexander Zhendov, Ivan Milev et d'autres y apparaissent comme caricaturistes.